# Fivizzano
Fivizzano é uma comuna italiana da região da Toscana, província de Massa-Carrara, com cerca de 9.144 habitantes. Estende-se por uma área de 180 km², tendo uma densidade populacional de 51 hab/km². Faz fronteira com Aulla, Carrara, Casola in Lunigiana, Collagna (RE), Comano, Fosdinovo, Giuncugnano (LU), Licciana Nardi, Massa, Minucciano (LU), Sillano (LU).

## Demografia
| Variação demográfica do município entre 1861 e 2011                               |
|                                                                                   |
| Fonte: Istituto Nazionale di Statistica (ISTAT) - Elaboração gráfica da Wikipedia |